# フランク・カブイ
サー・フランク・ウトゥ・オファギオロ・カブイ（英語: Sir Frank Utu Ofagioro Kabui）は、ソロモン諸島の法律家。2009年から2019年まで同国の総督を務めた。聖マイケル・聖ジョージ勲章のナイト・グランド・クロス（GCMG）、ソロモン諸島のクロス（CSI）、大英帝国勲章（OBE）受章。

## 経歴
1946年にマライタ島に生まれた。1975年にパプアニューギニア大学を卒業し、ソロモン諸島初の法科卒業生になった。高等裁判官、検事総長のほか、ソロモン諸島弁護士協会（SIBA）会長を2度務め、総督に任ぜられた。
総督の選挙は国会で行われた。その結果、第4回投票でカブイが30票、エドマンド・アンドレセン公共サービス委員長が8票、ナサニエル・ワイナ前総督が7票を獲得し、カブイが当選。なお、立候補者の3名は投票しなかった。候補者名簿には他にも、元首相のピーター・ケニロレア国会議長など5人の名が挙がっていた。カブイの当選を受け、女王エリザベス2世から正式に任ぜられ、ソロモン諸島の事実上の国家元首を務めることとなった。
独立31周年の記念日である2009年7月7日にローソン・タマ競技場で宣誓式典が開かれ、数千人が見守る中宣誓を行った。式典にはソロモン諸島王立警察の儀仗隊が遣わされ、パレードの最中ずっと敬礼を行っていた。その翌日には首都ホニアラで、1975年のパシフィックゲームズにおいてソロモン諸島代表として初の金メダルを獲得したジム・マラウを表彰した。マラウは独立記念日に毎年ローソン・タマ競技場で表彰されている。同年10月9日に聖マイケル・聖ジョージ勲章のナイト・グランド・クロスを賜った。2014年より2期目がスタートし、2019年7月に退任する。